# Богатите също плачат
„Богатите също плачат“ (на испански: Los ricos también lloran) е мексиканска теленовела от 1979 г., продуцирана от Валентин Пимстейн и режисирана от Рафаел Банкелс за Телевиса.
Теленовелата е излъчена в повече от 150 държави и дублирана на 25 езика. Историята е създадена от Инес Родена, базирана на радио новелата със същото име; първата част на настоящата е адаптирана от Мария Саратини, а втората част е върху сюжета на радио новелата Cuando se regala un hijo, използвана и във венецуелската теленовела Raquel от Карлос Ромеро.
В главните роли са Вероника Кастро и Рохелио Гера.

## Сюжет
Мариана Виляреал е останала без дом, след като баща ѝ умира, а мащехата ѝ превзема имението му. Момичето бяга в Мексико, а свещеник моли милионера дон Алберто Салватиера да се грижи за нея. Дон Алберто приема Мариана като свое дете и се грижи за нея. Луис Алберто (син на дон Алберто) е женкар, и се опитва да съблазни девойката, като постопенно чувствата му се превръщат в истинска любов.

## Актьори
Част от актьорския състав:
- Вероника Кастро – Мариана Виляреал
- Рохелио Гера – Луис Алберто Салватиера
- Росио Банкелс – Естер Исагире де Салватиера
- Аугусто Бенедико – дон Алберто Салватиера
- Рафаел Банкелс – отец Адриан
- Алисия Родригес – доня Констанса Де Салватиера (#1)
- Марилу Елисага – доня Констанса Де Салватиера (#2)
- Йоланда Мерида – Рамона
- Едит Гонсалес – Жасмин Салватиера Виляреал
- Летисия Пердигон – Лили Лусиер
- Марикрус Нахера – Мария (#2)

## Премиера
Премиерата на Богатите също плачат е на 16 октомври 1979 г. по Canal de las Estrellas. Последният 248. епизод е излъчен на 29 февруари 1980 г.

## Адаптации
- През 1995 г. Телевиса създава адаптацията Мария от квартала, продуцирана от Анджели Несма. С участието на Талия и Фернандо Колунга.
- През 2005 г. бразилският канал SBT създава адаптацията Os Ricos Também Choram.
- През 2006 г. Телемундо създава адаптацията Marina. С участието на Сандра Ечеверия и Маурисио Очман.
- През 2022 г. Телевиса създава адаптацията Богатите също плачат. С участието на Клаудия Мартин и Себастиан Рули.

## „Богатите също плачат“ в България
В България премиерата на сериала е през март 1995, озвучен на български език по телевизия "7 дни", излъчен е и по множество кабелни телевизии в страната.